# Aitor Egurrola i Leizeaga
Aitor Egurrola i Leizeaga (Barcelona, 24 de juny de 1980) és un jugador d'hoquei patins català actualment retirat. Disputà 24 temporades al primer equip del FC Barcelona en la posició de porter, esdevenint el jugador amb més títols de l'entitat blaugrana amb 78 títols.
S'inicià en l'hoquei patins jugant a l'HCP Castelldefels, equip des del qual la temporada 1992/93 va passar a jugar a la UE Horta. Després de tres anys, fitxà pel FC Barcelona. La temporada 1998/99 s'estrenà en categoria absoluta com a porter suplent i fins al dia de la seva retirada va formar part de l'equip blaugrana. A més a més, ha estat internacional per la selecció estatal, aconseguint trofeus com el Campionat d'Europa o la Copa de les Nacions.
El 28 de febrer de 2016, amb la consecució de la Copa del Rei, aconsegueix el 59è títol del seu palmarès, el primer com a capità de l'equip, convertint-se en el jugador més llorejat de la història del club. El 2 de juny de 2020 es va fer saber que renovaria per a una temporada més, un cop s'aixequés l'estat d'alarma declarat per a fer front a la pandèmia per COVID-19. En el moment de la signatura del contracte faltaven poc més de 20 dies perquè fes els 40 anys, 25 dels quals a la plantilla del primer equip del FC Barcelona. Amb 78 títols guanyats, és el jugador més llorejat de la història del club.
Egurrola, en el moment de la seva retirada, manifestà la seva voluntat d'haver seguit una temporada més en actiu, però va ser l'entitat blaugrana la que va decidir no renovar el seu contracte. No obstant, el FC Barcelona anuncià la voluntat de retirar la seva samarreta.

## Palmarès[8]

### FC Barcelona
- 11 Copes d'Europa (1999/00, 2000/01, 2001/02, 2003/04, 2004/05, 2006/07, 2007/08, 2009/10, 2013/14, 2014/15, 2017/18)[9]
- 4 Copes Intercontinentals (2005/06, 2008/09, 2014/15, 2018/2019)
- 11 Copes Continentals (2000/01, 2001/02, 2003/04, 2004/05, 2005/06, 2006/07, 2007/08, 2009/10, 2014/15, 2017/18, 2018/19)
- 21 OK Lligues / Lligues espanyoles (1998/99, 1999/00, 2000/01, 2001/02, 2002/03, 2003/04, 2004/05, 2005/06, 2006/07, 2007/08, 2008/09, 2009/10, 2011/12, 2013/14, 2014/2015, 2015/16, 2016/17, 2017/18, 2018/19, 2019/20, 2020/21)
- 12 Copes del Rei (2000, 2002, 2003, 2005, 2007, 2011, 2012, 2016, 2017, 2018, 2019, 2022)
- 11 Supercopes espanyoles (2003/04, 2004/05, 2006/07, 2007/08, 2010/11, 2011/12, 2012/13, 2013/14, 2014/15, 2017/18, 2020/21)
- 1 Copa de la CERS (2005/06)
- 3 Copes Ibèriques (1999/00, 2000/01, 2001/02)
- 2 Lligues Catalanes (2018/2019, 2019/20)

### Selecció espanyola
- 2 Campionats d'Europa (2002, 2004)
- 2 Copes de les Nacions (2001, 2003)

### Personal
- 2 MVP Copa del Rei (2006/07, 2010/11)